# Občina Zdenci
Občina Zdenci je ena izmed občin na Hrvaškem katere središče je istoimensko naselje v virovitiško-podravski županiji.

## Geografija
Občino s površino 84,88 km² sestavlja  9 naselij.

## Demografija
V devetih naseljih so leta 2001 živeli 1.904 prebivalci.

## Naselja v občini
Bankovci, Donje Predrijevo, Duga Međa, Grudnjak, Kutovi, Obradovci, Slavonske Bare,
Zdenci, Zokov Gaj